# Юнг, Маттиас
Маттиас Юнг (нем. Mathias Jung; род. 17 декабря 1958, Трузеталь) — бывший биатлонист сборной ГДР, серебряный олимпийский призёр эстафетной гонки в Соединённых Штатах Америки. Спортсмен также является двукратным чемпионом мира. Маттиас также выиграл серебряную медаль на чемпионате мира по биатлону.